# Türkischer SV Singen
Der Türkische SV Singen (offiziell: Türkischer Sport Verein Hegau-Singen e. V.) ist ein Fußballverein aus Singen.

## Geschichte
Die Gründungsversammlung des Vereins fand am 29. November 1980 im Gasthaus Kühler Krug in Singen statt, als sich 29 türkischstämmige Männer trafen. Als Gründungsjahr nutzt der unter dem Namen Türkischer Sportverein Hegau ins Leben gerufene Verein das Jahr 1981.
Der Verein trat die ersten Jahrzehnte seines Bestehens fußballerisch nur auf Kreisebene in Erscheinung. 2017 trat ein Konsortium lokaler Geschäftsleute in den Vorstand des Vereins ein, die den Verein seither mit erheblichen finanziellen Mitteln fördern. Seither stieg der Klub aus der Kreisliga A bis in die Oberliga Baden-Württemberg auf. 2018 erfolgte der erstmalige Aufstieg in die Bezirksliga Bodensee, 2022 in die Landesliga Südbaden, 2024 in die Verbandsliga Südbaden und 2025 setzte man sich in den Aufstiegsspielen nach einer 0:2-Hinspielniederlage im Rückspiel mit 5:1 nach Verlängerung gegen den württembergischen Vertreter FC Holzhausen durch und stieg damit in die fünftklassige Oberliga Baden-Württemberg auf.
2023 verpflichtete der Klub den Ex-Profi Ali Güneş als Trainer, 2025 verließ dieser den Verein nach dem Oberliga-Aufstieg wieder. Güneş’ Nachfolger, der vormalige Torhüter und Torwarttrainer des Klubs, Christian Mendes, wurde bereits nach null Punkten aus den ersten zwei Spieltagen Mitte August 2025 wieder entlassen, auf ihn folgte der frühere türkische Nationalspieler Engin Özdemir auf der Trainerbank.
In den untersten Jugendklassen stellt der Verein eigenständige Mannschaften, ab der D-Jugend findet die Nachwuchsarbeit im Jugendfußball-Förderverein (JFV) Singen statt.